# 癲癇重積狀態
癲癇重積狀態（拉丁語：Status epilepticus (SE)）的定義是一次癲癇發作超過五分鐘、或是五分鐘內癲癇發作超過一次且每次發作之間沒有回復到正常狀態。這種癲癇發作的狀態可能是以強直陣攣發作表現，伴隨四肢規律地收縮與伸展；也可能以沒有肌肉收縮的失神發作或複雜部分發作表現。癲癇重積狀態常會有生命危險，特別是延誤治療的時候。
癲癇重積狀態可能在過去有癲癇病史的人以及腦部有潛在疾病的人身上發生。誘發癲癇重積狀態的可能因素包括腦部外傷、腦部感染、中風等等。診斷癲癇重積狀態前必須先確認血糖值，並可能需要進行腦部的影像檢查、抽血檢查、以及腦電圖檢查。心因性非癲癇發作的症狀可能與癲癇重積狀態類似，其他有類似症狀的疾病包括：低血糖、動作疾患、腦膜炎、以及譫妄等。
癲癇重積狀態的第一線治療藥物為苯二氮平類藥物（常用藥物包括靜脈注射蘿拉西泮與肌肉注射咪達唑侖），如果用藥後發作持續則通常會追加苯妥英，如果這些藥物治療依然不奏效，則可以考慮給予丙戊酸、苯巴比妥、異丙酚、或氯胺酮等。病人可能需要接受氣管內管置放術來維持呼吸道暢通。百分之十到三十之間的癲癇重積狀態患者會在三十天內死亡。影響癲癇重積狀態發作後的預後主要為患者年齡及癲癇發作的時間長短。癲癇重積狀態每年每十萬人中約有40人發生，占了至急診求診的患者中約百分之一的比率。